# Konak de Hajduk Veljko à Jagodina
Le konak de Hajduk Veljko à Jagodina (en serbe cyrillique : Хајдук Вељков конак у Јагодини ; en serbe latin : Hajduk Veljkov konak u Jagodini) se trouve à Jagodina, dans le district de Pomoravlje, en Serbie. Il est inscrit sur la liste des monuments culturels protégés de la république de Serbie (identifiant no SK 444).

## Présentation
Le konak dit « de Hajduk Veljko » se trouvait dans la rue Kneginje Milice à Jagodina. Il n'y a pas de données fiables pour établir la date de construction du bâtiment mais on suppose qu'il a été bâti au début du XIXe siècle.
Il se composait d'un rez-de-chaussée et d'un étage. Le rez-de-chaussée, subdivisé en deux grands espaces, était doté de deux entrées et de quatre fenêtres. Du côté de la cour, on accédait à l'étage par un porche et des escaliers en bois. À l'étage, donnant sur la rue, se trouvait une sorte de terrasse couverte soutenues par des piliers en bois richement ornés. Le toit à plusieurs pans était recouvert de tuiles.
Le konak a été très endommagé lors d'une tempête en juillet 1999 ; les parties protégées de l'édifice ont alors été démontées.